# マイク・ペリー
マイク・ペリー（ Mike Perry、1991年9月5日-）はアメリカ合衆国の男性総合格闘家。ミシガン州フリント出身。フロリダ州オーランド在住。Fusion X-cel Performance所属。

## 来歴
ミシガン州フリントで生まれ、その後フロリダ州に移住した。11歳の時にムエタイを始め、フロリダ州王者になるなどの活躍を見せる。
2014年9月にプロ総合格闘技デビューを果たし、7戦7勝7KOの戦績を残す。

### UFC
2016年8月20日、UFC初参戦となったUFC 202でイム・ヒョンギュと対戦し、パウンドでTKO勝ち。
2016年12月17日、UFC on FOX 22でアラン・ジョウバンと対戦し、0-3の判定負け。プロ初黒星を喫した。
2017年4月22日、UFC Fight Night: Swanson vs. Lobovでウェルター級ランキング13位のジェイク・エレンバーガーと対戦し、右肘打ちでKO勝ち。パフォーマンス・オブ・ザ・ナイトを受賞した。
2017年9月16日、UFC Fight Night: Rockhold vs. Branchでアレックス・レイエスと対戦し、膝蹴りでKO勝ち。パフォーマンス・オブ・ザ・ナイトを受賞した。
2017年12月16日、UFC on FOX 26でウェルター級ランキング10位のサンチアゴ・ポンジニッビオと対戦し、0-3の判定負け。
2018年11月10日、UFC Fight Night: Korean Zombie vs. Rodríguezでウェルター級ランキング12位のドナルド・セラーニと対戦し、腕ひしぎ逆十字固めで一本負け。
2019年4月27日、UFC Fight Night: Jacaré vs. Hermanssonでアレックス・オリベイラと対戦し、3-0の判定勝ち。ファイト・オブ・ザ・ナイトを受賞した。
2019年8月10日、UFC Fight Night: Shevchenko vs. Carmouche 2でビセンテ・ルケと対戦し、1-2の判定負け。敗れはしたものの、ファイト・オブ・ザ・ナイトを受賞した。
2019年12月14日、UFC 245でウェルター級ランキング14位のジェフ・ニールと対戦し、パウンドで1RTKO負け。
2020年11月21日、UFC 255でティム・ミーンズと対戦し、0-3の判定負け。なお、この試合はペリーが175.5ポンドと4.5ポンド体重超過したため、キャッチウェイト契約で行われた。

### BKFC
2021年10月26日、ベアナックル・ボクシング団体BKFCと複数試合契約を結んだ。
2022年2月19日、ベアナックル・ボクシングのデビュー戦となったBKFC: KnuckleMania 2でジュリアン・レーンと対戦し、3-0の5R判定勝ち。
2022年8月20日、BKFC 27: Londonでマイケル・ペイジと対戦し、2-0の6R判定勝ち。

## 戦績

### プロ総合格闘技
| 総合格闘技 戦績 | 総合格闘技 戦績 | 総合格闘技 戦績 | 総合格闘技 戦績 | 総合格闘技 戦績 | 総合格闘技 戦績 | 総合格闘技 戦績 |
| --------------- | --------------- | --------------- | --------------- | --------------- | --------------- | --------------- |
| 22 試合         | (T)KO           | 一本            | 判定            | その他          | 引き分け        | 無効試合        |
| 14 勝           | 11              | 0               | 3               | 0               | 0               | 0               |
| 8 敗            | 1               | 1               | 6               | 0               | 0               | 0               |

| 勝敗 | 対戦相手                   | 試合結果                         | 大会名                                       | 開催年月日     |
| ×    | ダニエル・ロドリゲス       | 5分3R終了 判定0-3                | UFC on ABC 2: Vettori vs. Holland            | 2021年4月10日  |
| ×    | ティム・ミーンズ           | 5分3R終了 判定0-3                | UFC 255: Figueiredo vs. Perez                | 2020年11月21日 |
| ○    | ミッキー・ガル             | 5分3R終了 判定3-0                | UFC on ESPN 12: Poirier vs. Hooker           | 2020年6月27日  |
| ×    | ジェフ・ニール             | 1R 1:50 TKO（左フック→パウンド） | UFC 245: Usman vs. Covington                 | 2019年12月14日 |
| ×    | ビセンテ・ルケ             | 5分3R終了 判定1-2                | UFC Fight Night: Shevchenko vs. Carmouche 2  | 2019年8月10日  |
| ○    | アレックス・オリベイラ     | 5分3R終了 判定3-0                | UFC Fight Night: Jacaré vs. Hermansson       | 2019年4月27日  |
| ×    | ドナルド・セラーニ         | 1R 4:46 腕ひしぎ逆十字固め       | UFC Fight Night: Korean Zombie vs. Rodríguez | 2018年11月10日 |
| ○    | ポール・フェルダー         | 5分3R終了 判定2-1                | UFC 226: Miocic vs. Cormier                  | 2018年7月7日   |
| ×    | マックス・グリフィン       | 5分3R終了 判定0-3                | UFC on FOX 28: Emmett vs. Stephens           | 2018年2月24日  |
| ×    | サンチアゴ・ポンジニッビオ | 5分3R終了 判定0-3                | UFC on FOX 26: Lawler vs. dos Anjos          | 2017年12月16日 |
| ○    | アレックス・レイエス       | 1R 1:19 KO（右膝蹴り）           | UFC Fight Night: Rockhold vs. Branch         | 2017年9月16日  |
| ○    | ジェイク・エレンバーガー   | 2R 1:05 KO（右肘打ち）           | UFC Fight Night: Swanson vs. Lobov           | 2017年4月22日  |
| ×    | アラン・ジョウバン         | 5分3R終了 判定0-3                | UFC on FOX 22: VanZant vs. Waterson          | 2016年12月17日 |
| ○    | ダニー・ロバーツ           | 3R 4:40 KO（右フック→パウンド）  | UFC 204: Bisping vs. Henderson 2             | 2016年10月8日  |
| ○    | イム・ヒョンギュ           | 1R 3:38 TKO（左フック→パウンド） | UFC 202: Diaz vs. McGregor 2                 | 2016年8月20日  |
| ○    | デイビッド・マンデル       | 2R 4:10 KO（左フック→パウンド）  | Battleground: Perry vs. Mundell              | 2016年5月14日  |
| ○    | フランク・カリーロ         | 1R 3:40 KO（右フック）           | Square Ring Promotions: Island Fights 37     | 2016年3月11日  |
| ○    | ジョン・マンリー           | 2R 3:32 TKO（膝蹴り→パウンド）   | Premier FC 18                                | 2015年11月14日 |
| ○    | マイケル・ロバーツ         | 1R 5:16 KO（パンチ）             | Bahamas Open Martial Arts Championship 2     | 2015年8月29日  |
| ○    | プレストン・パーソンズ     | 1R 4:49 TKO（パウンド）          | House of Fame 3: Riverside Beatdown          | 2015年7月10日  |
| ○    | ジェームズ・ロドリゲス     | 1R 2:22 KO（パンチ）             | Florida Championship Fighting                | 2015年1月30日  |
| ○    | ヘクター・ティラド         | 1R 3:52 KO（パンチ）             | Top Alliance Combat 3                        | 2014年9月6日   |

### プロボクシング
| プロボクシング 戦績 | プロボクシング 戦績 | プロボクシング 戦績 | プロボクシング 戦績 | プロボクシング 戦績 | プロボクシング 戦績 | プロボクシング 戦績 |
| ------------------- | ------------------- | ------------------- | ------------------- | ------------------- | ------------------- | ------------------- |
| 2 試合              | (T)KO               | 判定                | その他              | 引き分け            | 無効試合            |                     |
| 1 勝                | 0                   | 1                   | 0                   | 0                   | 0                   |                     |
| 1 敗                | 1                   | 0                   | 0                   | 0                   | 0                   |                     |

| 戦           | 日付          | 勝敗 | 時間    | 内容 | 対戦相手           | 国籍           | 備考 |
| ------------ | ------------- | ---- | ------- | ---- | ------------------ | -------------- | ---- |
| 1            | 2015年3月28日 | 敗北 | 4R 0:52 | KO   | ケネス・マクニール | アメリカ合衆国 |      |
| テンプレート |               |      |         |      |                    |                |      |

### ベアナックル・ボクシング
- 4戦 4勝（2 KO）無敗

| 戦           | 日付          | 勝敗 | 時間    | 内容    | 対戦相手               | 国籍           | 備考                 |
| ------------ | ------------- | ---- | ------- | ------- | ---------------------- | -------------- | -------------------- |
| 4            | 2023年12月2日 | 勝利 | 2R 終了 | TKO     | エディ・アルバレス     | アメリカ合衆国 | BKFC 56              |
| 3            | 2023年4月29日 | 勝利 | 2R 1:15 | TKO     | ルーク・ロックホールド | アメリカ合衆国 | BKFC 41              |
| 2            | 2022年8月20日 | 勝利 | 6R      | 判定2-0 | マイケル・ペイジ       | イングランド   | BKFC 27: London      |
| 1            | 2022年2月19日 | 勝利 | 5R      | 判定3-0 | ジュリアン・レーン     | アメリカ合衆国 | BKFC: KnuckleMania 2 |
| テンプレート |               |      |         |         |                        |                |                      |

## 表彰
- ブラジリアン柔術 紫帯
- UFC ファイト・オブ・ザ・ナイト（1回）
- UFC パフォーマンス・オブ・ザ・ナイト（2回）